# Guarrate
Guarrate est une municipalité espagnole de la communauté autonome de Castille-et-León et de la province de Zamora. En 2024, elle compte 314 habitants.

## Géographie
Guarrate est situé sur les berges d'un ruisseau homonyme, au sud de Toro.

## Histoire
Au xixe siècle, la majorité de la population du village de Guarrate est évangélique. Elle dépend alors de l'autorité de Fuentesaúco, et appartient à la province de Toro,.

## Dans culture populaire
Guarrate donne son nom à deux expressions populaires espagnoles :
- « ¡Bebe por el gaznate el vino de Guarrate! » (« Bois à la régalade le vin de Guarrate »)[6]
- « Tener mucha parte en Puercas y en Guarrate. » (« Être sales comme un porc et deux truies »), jeu de mot sur l’homonymie entre les noms des villes et les adjectifs « puercas » et « guarras »[7]